# مدمرة دبابات

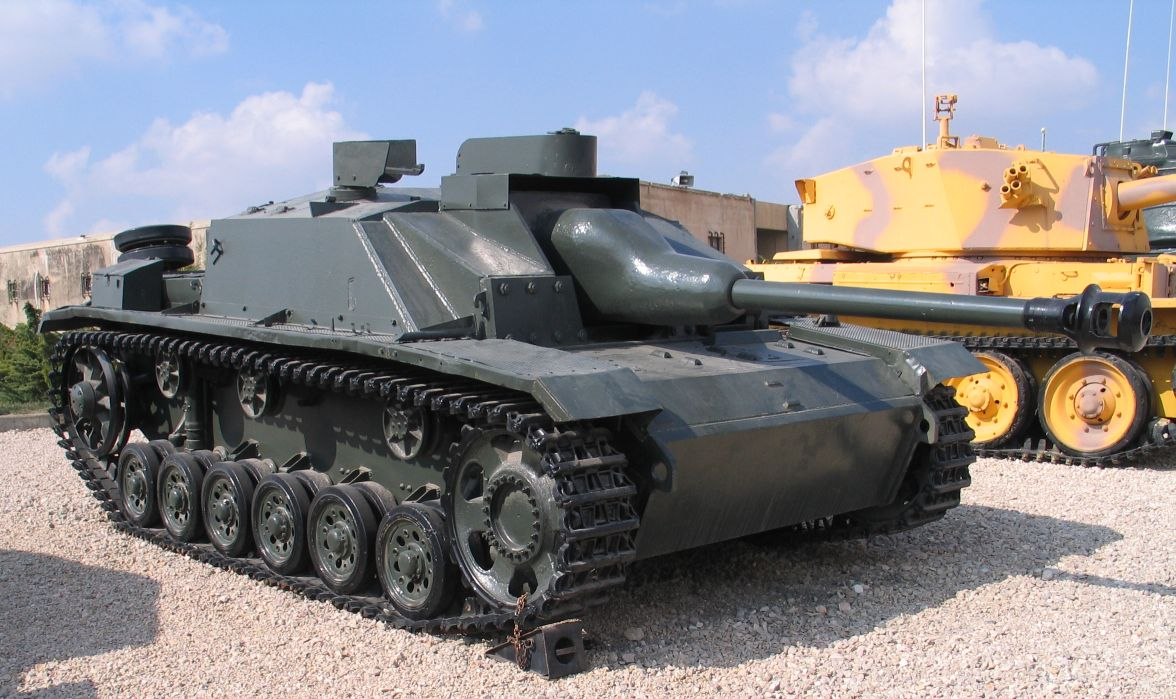
مدمرة دبابات ألمانية تعود لحقبة الحرب العالمية الثانية.

مدمرة الدبابات أو قانصة الدبابات أو صائدة الدبابات، نوع من مركبات القتال المدرعة تجهز بمدفع مضاد للدروع أو قواذف صواريخ مضادة للدروع، الهدف الرئيسي من تصميم قانصات الدبابات هو الاشتباك مع دروع العدو وتدمير الدبابات. وقد صُنعت العديد من قانصات الدبابات على هياكل دبابات القتال الرئيسية مع إزالة برج الدبابة.

## نبذة
تتكون من مدفع تلقيم ذاتي مضاد للدبابات أو عبارة عن مركبة قتال مدرعة، تستخدم مدمرات الدبابات بشكل أساسي لإسناد القوات في العمليات المختلفة بقوه مضاده للدبابات ولكنها في الوقت ذاته لا تستوفي كل المعايير المطلوبة لتصنف علي انها دبابة. تحتوي مدمرة الدبابات علي مدفع مضاد للدبابات ولديها برج مفتوح أو أحيانا بدون برج علي الإطلاق وتسير عادة علي العجلات بدلا من الجنازير. من المعلوم أن هناك عربات اخزي تحمل صواريخ موجهة مضادة للدبابات تسمي حاملات الصواريخ المضادة للدبابات وهي تختلف عن مدمرات الدبابات. مدمرات الدبابات لا تستطيع القيام بالعديد من أدوار الدبابات فمثلا تكون أقل مرونة وتفتقد إلى مضادات المشاة. وكما ذكرنا أن أهم ما يميزها هو عدم وجود برج وتدريعها أقل ولهذا تعتبر أرخص ثمنا عند تصنيعها.

## الحرب العالمية الثانية
سجل أول ظهور فعلي كبير لها في الحرب العالمية الثانية حيث طور المتحاربون أساليب قتال فعالة وتكتيكات جديدة باستخدامها. هذه المدمرات للدبابات قسمت بشكل عام إلى نوعين، الأول صمم لكي يكون أرخص وأسرع من الدبابات المتوسطة وفي الوقت ذاته قادر على تدمير الدروع الثقيلة ومن مدى بعيد، إستراتيجية تصميم النوع الثاني كانت صنع عربات ذات تصفيح ثقيل لكي تكون صالحة لحروب الدبابات وتكون أقوى من دبابات العدو.